# Parque Vettabbia
El Parque Vettabbia (Parco della Vettabbia) es un parque urbano público situado en la ciudad de Milán, Italia. 
El gran parque público hace que la zona de via Ripamonti sea una de las más verdes de la ciudad de Milán y con el aire más limpio, gracias a sus avenidas arboladas, donde las aves rapaces, zorros, pájaros y búhos están presentes con frecuencia. El Parque está altamente controlado por las fuerzas policiales y los Carabinieri Forestales.
Está ubicado al sur de la ciudad de Milán, Ayuntamiento 5, y bordea el territorio de Opera cerca de la Abadía de Chiaravalle. Su característica principal es el canal de navegación naval, Naviglio Vettebbia, que lo atraviesa y sigue su curso. Hay el molino de Vettabbia, que conserva las cuchillas y molinos de la fábrica del molino del milenio, y once rocas, emisarios y emisarios; bosques de roble y carpe blanco, hombros a lo largo de las costas, granjas con prados irrigados y áridos, cubriendo selectivamente los árboles en toda la zona.